# Nicolás Occhiato
Nicolás Damián Occhiato (Villa Luzuriaga, La Matanza, provincia de Buenos Aires; 25 de diciembre de 1992) es un conductor y productor de televisión argentino. Se hizo conocido en 2014 por su participación en el programa de televisión Combate.
Más tarde, participó de diferentes proyectos televisivos como Tenemos Wifi y Fuera de eje, emitido por Fox Sports 2 y Fox Sports 3. En 2019, ganó el programa de telerrealidad Bailando por un sueño, por el cual alcanzó mayor popularidad. Desde 2021 tiene su propia productora audiovisual Luzu TV que se transmite por YouTube, twitch y Luzu TV (App)

## Biografía
Nació y se crio en Villa Luzuriaga, partido de La Matanza, en el Gran Buenos Aires. Es hijo de Antonio Occhiato y María Ángeles Gattellaro. Es el mayor de dos hermanos; Agustín, su hermano menor, es jugador de fútbol profesional.
Hasta los 16 años incursionó en el mundo del fútbol, jugando en las inferiores de Racing Club. Al terminar el secundario le planteó a su familia que no quería estudiar una carrera universitaria así que comenzó a trabajar como repartidor con su tío. Al poco tiempo, cambió de rubro y empezó a hacer mudanzas. Luego de aquellos dos años como repartidor de pan y fletero, decidió estudiar la carrera de Derecho en la universidad. Al mismo tiempo, comenzó a trabajar en un bingo de la ciudad de Adrogué en la parte de legales, para adquirir experiencia.
A los 21 años se presentó en el casting para el programa de televisión Combate, un programa de telerrealidad de Canal 9 donde dos equipos de jóvenes se enfrentaban cada semana con desafíos deportivos, donde quedó seleccionado y pasó a formar parte del programa durante dos años. A partir de entonces comenzó su carrera en televisión.

## Trayectoria
Su debut televisivo fue en 2014 en Combate, un reality show dedicado al público adolescente, transmitido por Canal 9, en el que se enfrentaban dos equipos y competían en pruebas físicas. Él fue partícipe de la segunda a la sexta temporada del programa.
De 2016 a 2017 fue coconductor junto a Fierita en Decidilo, un programa de viajes y aventuras que mostraba lugares del mundo para conocer junto a sus atracciones más famosas; el mismo fue emitido mediante el blog web de su compañero.
En 2017 debutó como conductor de televisión en Fuera de Eje, un programa de deportes alternativos y entrevista, transmitido por FOX Sports 2 y FOX Sports 3. Ese año, protagonizó junto a Micaela Vázquez una microserie, Tipo que ná en común, por FTWV. La misma trata una historia de amor con pasos de comedia contó con 24 capítulos de 1 minuto y 3 episodios estreno por semana. La microserie tuvo dos temporadas.
En 2018 incursionó en la radio y condujo un programa llamado Game of Rock en la Rock and Pop, de dos horas de duración. Ese mismo año, condujo de Tenemos Wifi, un programa dirigido al público joven, transmitido por NET TV y repetido por el canal KZO, junto a Florencia Vigna, como coconductora; quien posteriormente es reemplazada por Stefanía Roitman. No obstante, ella también abandonaría el puesto para emprender otro proyecto, dejando a Occhiato como único conductor. El programa estuvo al aire hasta el año 2020. También realizó una participación especial en la serie Millennials, interpretando a Peter. En diciembre, estuvo a cargo de la conducción de la segunda edición de los Premios Martín Fierro Digital, junto a Sol Pérez.
En 2019 condujo la segunda temporada del programa Por amor o por dinero. Durante ese año, participó del reality show, Súper Bailando 2019, formando equipo con Florencia Jazmín Peña, bailarina, donde lograron ganar el certamen derrotando a la pareja de Florencia Vigna, por una definición mediante voto telefónico de un 50,08% a 49,92%. A finales de ese año, nuevamente condujo la entrega de Premios Martín Fierro Digital junto a la conductora Lizy Tagliani.
En enero de 2020 comenzó a conducir Todo Puede Pasar, un ciclo de sketchs, videos virales, cámaras ocultas y segmentos de baile; emitido por Canal 9. El programa finalizó en marzo de 2021, dado que el canal quería reformar las franjas horarias. Ese año, estrenó un nuevo programa en Youtube bajo un formato radial, "Nadie dice nada", compartiendo conducción junto a Nati Jota, Flor Jazmín Peña y Nacho Elizalde, por el canal de YouTube “Luzu Tv”.
En abril del mismo año, regresó a la conducción de "Tenemos Wifi", en su cuarta temporada. En julio de ese año, abrió su propia productora de contenidos audiovisuales LUZU, que produce ciclos en vivo, ficción y documentales.

## Filmografía

### Como él mismo
| Año              | Nombre                         | Rol                                 | Notas          |
| ---------------- | ------------------------------ | ----------------------------------- | -------------- |
| 2014             | Combate 2G                     | Concursante del Equipo Rojo         | 3.er Puesto    |
| 2015             | Combate 3G                     | Concursante del Equipo Rojo         | 8.º eliminado  |
| 2015             | Combate 4G                     | Concursante del Equipo Rojo         | 10.º eliminado |
| 2015             | Combate 5G                     | Concursante del Equipo Verde / Rojo | 16.º eliminado |
| 2016             | Combate 6G                     | Concursante del Equipo Rojo         | 16.º eliminado |
| 2017             | Fuera de eje                   | Conducción                          |                |
| 2018–2021        | Tenemos Wifi                   | Conducción                          |                |
| 2018, 2019, 2021 | Martín Fierro Digital          | Conducción                          | Sin acreditar  |
| 2018             | Por amor o por dinero          | Conducción de reemplazo             |                |
| 2019             | Por amor o por dinero          | Conducción                          |                |
| 2019             | Todo por amor                  | Conducción                          |                |
| 2019             | Showmatch: Súper Bailando 2019 | Concursante                         | Ganador        |
| 2020-presente    | Nadie dice nada (Streaming)    | Conducción                          |                |
| 2020–2021        | Todo puede pasar               | Conducción                          |                |
| 2022–2023        | El último pasajero             | Conducción                          |                |
| 2023             | Luzu Kids (Streaming)          | Conducción                          | Especiales     |
| 2023             | AbueLuzu (Streaming)           | Conducción                          | Especiales     |
| 2025             | La voz Argentina               | Conducción                          |                |

### Como actor
| Año  | Nombre               | Personaje            | Notas                                |
| ---- | -------------------- | -------------------- | ------------------------------------ |
| 2017 | Tipo que na en común | Matias «Matt»        | Protagonista                         |
| 2018 | Millennials          | Peter                | Participación especial (temporada 1) |
| 2019 | El host              | Ricardo Marnestruovo | Participación especial (temporada 2) |

## Radio
| Año       | Programa     | Rol         | Radio        | Ref.   |
| --------- | ------------ | ----------- | ------------ | ------ |
| 2018      | Game of Rock | Conductor   | Rock and Pop | [ 29 ] |
| 2019-2020 | Somos muchos | Coconductor | Rock and Pop | [ 30 ] |

## Premios y nominaciones
| Año  | Premio                                                 | Categoría                                                        | Trabajo nominado               | Resultado | Ref.          |
| ---- | ------------------------------------------------------ | ---------------------------------------------------------------- | ------------------------------ | --------- | ------------- |
| 2019 | Los más Clickeados                                     | Los más clickeados del año                                       | Famosos con más rating del año | Ganador   | [ 31 ]        |
| 2021 | Premios Martín Fierro Digital                          | Mejor conducción radio nativa digital                            | Nadie dice nada                | Ganador   | [ 32 ]        |
| 2023 | Premios Martín Fierro a la Comunicación Digital Nativa | Mejor conducción masculina de radio digital                      | Nadie dice nada                | Ganador   | [ 33 ]        |
| 2023 | Premios Martín Fierro Latino                           | Mejor estilo femenino/masculino en conducción en TV o plataforma | Él mismo                       | Ganador   | [ 34 ] [ 35 ] |
| 2023 | Premios Martín Fierro Latino                           | Visión digital en TV o plataforma                                | Él mismo                       | Nominado  | [ 34 ] [ 35 ] |
| 2024 | Premios Martín Fierro Digital                          | El más interactivo                                               | Él mismo                       | Ganador   | [ 36 ]        |
| 2024 | Kids' Choice Awards México                             | Celebridad argentina                                             | Él mismo                       | Nominado  | [ 37 ]        |
| 2024 | Premios Martín Fierro de la Moda                       | Estilo en streaming masculino                                    | Nadie dice nada                | Ganador   | [ 38 ]        |